# Фишер, Питер
Питер Фишер (англ. Peter Fisher; род. 9 января 1954 года, Катумба, Новый Южный Уэльс, Австралия) — австралийский актёр. 
Изучал архитектуру в Сиднейском университете, который окончил в 1974 году. С 1976 года начал карьеру в кино. Питер снялся более чем в 20 различных фильмах и сериалах. В 2000-х годах преподавал менеджмент в Университете Нового Южного Уэльса.

## Фильмография
| Год       | Название                                    | Персонаж                                           |
| --------- | ------------------------------------------- | -------------------------------------------------- |
| 1976      | Сладкая месть                               | администратор универмага                           |
| 1976      | Тайная жизнь Джона Чэпмэна                  | заводской работник                                 |
| 1976-1979 | Chopper Squad                               | Джек (незначительная роль, 1979)                   |
| 1980-1984 | Страна Кингсвуд                             | Крейг Булпитт (1984)                               |
| 1983-1985 | Файв-Майл-Крик                              | худой (незначительная роль, 1984)                  |
| 1984-1985 | Специальный отряд                           | (незначительная роль, 1984)                        |
| 1985      | Грабёж                                      | Виллиамс                                           |
| 1986      | Алиса в никуда (мини-сериал)                |                                                    |
| 1986-1993 | Летающие доктора                            | Джонни (незначительная роль, 1988, 1990)           |
| 1987      | Джек Симпсон                                |                                                    |
| 1987      | Tudawali                                    | Гарри Уилкинс                                      |
| 1988      | Династия грязной воды (мини-сериал)         | почтальон                                          |
| 1988-1989 | Ричмонд Хилл                                | Рон Стейси                                         |
| 1990      | Элли и Джулс (сериал)                       | Дэвид Тревеллер                                    |
| 1990      | Больше победителей: второе детство (сериал) | Боб (незначительная роль)                          |
| 1991      | Ratbag Hero (мини-сериал)                   | Франк Келсо                                        |
| 1992      | Мои две жены (сериал)                       | Джеффри Кеннеди                                    |
| 1996-2001 | Водяные крысы                               | Брюс Джонсон (незначительная роль, 1998)           |
| 1996-2001 | Водяные крысы (сериал)                      | Гейл Хокер (1997-1999)                             |
| 1997      | Расправа                                    | лавочник                                           |
| 1997-1999 | Большое небо                                | детектив Даррен Тейлор (незначительная роль, 1997) |
| 1997-1999 | Зов убийцы                                  | Леонард Херцберг (незначительная роль, 1998)       |
| 2003      | Денни – Летающий шезлонг                    | капитан Роббо                                      |
| 2010      | I, Spry                                     |                                                    |